# Gerhard Thür
Gerhard Thür (* 3. Juni 1941 in Golling an der Salzach) ist ein österreichischer Rechtshistoriker.

## Leben
Gerhard Thür besuchte das Akademische Gymnasium Salzburg, leistete nach der Reifeprüfung 1959 den Militärdienst ab und studierte ab 1960 Rechtswissenschaft an der Universität Wien. Mit einem Stipendium des DAAD studierte er 1963 und 1965/1966 an der Universität Freiburg im Breisgau bei Hans Julius Wolff. 1964 legte er in Wien das Staatsexamen ab, 1965 wurde er bei Fritz Schwind zum Dr. jur. promoviert.

## Beruf
Thürs Spezialgebiet ist das Römische Recht und die Rechtsgeschichte der Antike, vor allem das antike griechische Recht. Er arbeitete seit 1965 als Assistent am Institut für Römisches Recht in Wien, wo er sich 1973 für Römisches Recht und Antike Rechtsgeschichte habilitierte. Seit 1974 ist er Mitglied der Kommission für Antike Rechtsgeschichte der Österreichischen Akademie der Wissenschaften.
Von 1976 bis 1978 vertrat Thür den Lehrstuhl von Herbert Petschow an der Universität München. Zum 1. Juli 1978 wurde er zu seinem Nachfolger (Lehrstuhlinhaber für Antike Rechtsgeschichte und Bürgerliches Recht) ernannt. Im folgenden Jahr wurde er zum Mitglied der Kommission für die Herausgabe der griechischen Rechtsinschriften der Heidelberger Akademie der Wissenschaften ernannt. Von 1984 bis 1986 fungierte er als Dekan der Juristischen Fakultät der Universität München.
Zum 1. November 1992 wechselte Thür als Professor für Römisches Recht an die Universität Graz. Nachdem er bereits von September 1982 bis April 1983 einen Forschungsaufenthalt am Institute for Advanced Study in Princeton wahrgenommen hatte, kehrte er von Januar bis Juli 1997 dorthin zurück. Im selben Jahr wurde er zum korrespondierenden Mitglied der Österreichischen Akademie der Wissenschaften (ÖAW) gewählt und dort zum Obmann der Kommission für Antike Rechtsgeschichte ernannt. Als Gastprofessor wirkte er in Athen (Februar 1998, November 2000), an der Rutgers University (August bis Oktober 1998), in Mailand (Februar 1999, Juni 2000, Februar 2005), Szeged (September 1999, März 2005, Oktober–November 2010), an der Brown University (September/Oktober 2002) und an der University of Texas at Austin (Januar bis Mai 2004, September/Oktober 2008). Nach einem dritten Aufenthalt am Institute for Advanced Study (Januar bis April 2009) wurde er zum 30. September 2009 emeritiert. Die Juristische Fakultät der Universität Athen verlieh ihm am 27. Mai 2009 die Ehrendoktorwürde. Für 2024 wurde ihm der Wilhelm-Hartel-Preis der ÖAW zugesprochen.

## Privates
Er war mit der Bauforscherin Hilke Thür verheiratet und hat drei Töchter.

## Schriften (Auswahl)
- Prozessrechtliche Inschriften der griechischen Poleis. Wien: Verl. der Österr. Akad. der Wiss., 1994.
- Prozessrechtlicher Kommentar zum „Getreidegesetz“ aus Samos. Wien: Verlag der Österr. Akad. d. Wiss., 1981.
- Prozessrechtlicher Kommentar zur „Krämerinschrift“ aus Samos. Wien: Verlag der Österr. Akademie d. Wiss., 1978.
- Beweisführung vor den Schwurgerichtshöfen Athens. Wien: Verlag der Österr. Akad. d. Wiss., 1977.